# Потрясівка (Брянська область)
Потрясівка (рос. Потрясовка) — присілок в Дубровському районі Брянської області Російської Федерації.
Населення становить 106 осіб. Входить до складу муніципального утворення Дубровське міське поселення.

## Історія
Від 2005 року входить до складу муніципального утворення Дубровське міське поселення.

## Населення
| 2010 | 2013 |
| ---- | ---- |
| 107  | ↘106 |